# Єсимонтовські
Єсимонтовські — український козацько-старшинський, згодом дворянський рід, що бере початок від братів Федора — козака мглинської сотні Стародубського полку — та Андрія — мглинського сотника (1669), які жили у 2-й половині 17 ст. 
Найбільш потужна гілка заснована Федором, старшим із братів. Син Федора — Іван Федорович (р. н. невід. — бл. 1702) — мглинський сотник (1680–81), онук — Опанас Іванович (р. н. невід. — 1736) — також спочатку мглинський сотник (1709–15), а згодом — стародубський полковий обозний (1728–36), стародубський полковник наказний (1728, 1732), засновник Суразького (Волосовицького) Благовіщенського чоловічого монастиря (1720). 1723–32 уряд (посаду) мглинського сотника обіймав і Олексій Іванович (р. н. невід. — 1744) — молодший син Івана Федоровича. 
Інші нащадки братів Єсимонтовських служили бунчуковими та військовими товаришами. До цього роду належав також Григорій Миколайович (1793 — бл. 1848) — поміщик Суразького повіту, один із найкращих господарів Чернігівської губернії, автор книги «Описание Суражского уезда» (1845).
Рід внесено до 6-ї частини Родовідної книги Чернігівської губернії.